# Papegaai-alk
De papegaai-alk (Aethia psittacula) is een vogel uit de familie van alken (Alcidae).

## Verspreiding en leefgebied
Deze 25 cm lange soort komt voor bij de noordelijke Grote Oceaan en de Beringzee en overwintert in Japan en zuidelijk Californië.

## Status
De grootte van de populatie is in 2019 geschat op 1,4 miljoen volwassen vogels. Op de Rode lijst van de IUCN heeft deze soort de status niet bedreigd.